# Pablo Elizalde
Pablo Elizalde (* 20. Jahrhundert in Buenos Aires) ist ein ehemaliger argentinischer Straßenradrennfahrer.
Der aus Tigre stammende Elizalde war in den Jahren 1991 und 1993 Gesamtsieger des Straßen-Etappenradrennens Rutas de América in seiner 20. bzw. 22. Auflage. Dabei startete er jeweils für das Radsportteam Club Ciclista Punta del Este. Zudem gewann er 1990 die Vuelta de Mendoza.